# 光明真言功徳絵巻
光明真言功徳絵巻（こうみょうしんごんくどくえまき）は、室町時代に作成された絵巻物。全3巻。明王院所蔵。重要文化財。光明真言功徳絵詞とも。

## 概要
下巻には応永5年（1398年）の奥書が記されており、著作者は不明であるが、その頃の作品とされている。上中巻は光明真言の功徳について論じたもので、光明真言を唱えることで生前においては現世利益を得られ、死後においては四悪趣を免れるとする。下巻は光明真言の功徳の実例として鎌倉時代の定円の蘇生と極楽往生を巡るエピソードが記されている。